# アルフレッド・ワイルマン
アルフレッド・アーネスト・ワイルマン（Alfred Ernest Wileman、1860年2月27日 - 1929年2月15日）は、明治時代に来日したイギリスの外交官である。

## 経歴・人物
1882年（明治15年）に来日し、日本に滞在する外国人の日本語の通訳を学んだ。1889年（明治22年）には駐日英国大使館の書記官に採用され、以後神戸及び函館の副領事等も歴任した。また、同時期に蛾や蝶といった鱗翅目を主に昆虫の採集、研究も行った。